# Mechanisches Gleichgewicht
Ein Körper, der sich im mechanischen Gleichgewicht befindet, erfährt keine Beschleunigung; er verharrt folglich in Ruhe oder bewegt sich mit konstanter Geschwindigkeit. Gemäß dem ersten Newtonschen Gesetz gilt auch umgekehrt: Jeder Körper, der keine Beschleunigung erfährt, befindet sich im mechanischen Gleichgewicht.
Ein Körper befindet sich im mechanischen Gleichgewicht, wenn sich sämtliche Kräfte, die auf ihn wirken, im Gleichgewicht befinden. Dies ist der Fall, wenn er sich sowohl im Kräftegleichgewicht als auch im (Dreh-)Momentengleichgewicht befindet.
- Ein Körper befindet sich im Kräftegleichgewicht, wenn die Vektorsumme aller Kräfte, die auf ihn wirken, gleich null ist.[1]
- Er befindet sich im Momentengleichgewicht bezüglich eines beliebig wählbaren Punktes, wenn die Summe aller Momente um diesen Punkt null ergibt.

Das mechanische Gleichgewicht ist neben dem chemischen Gleichgewicht und dem thermischen Gleichgewicht Voraussetzung für ein thermodynamisches Gleichgewicht.

## Bei starren Körpern
Das mechanische Gleichgewicht von starren Körpern wird in der Starrkörperstatik eingehend untersucht. Wenn sich ein Körper im mechanischen Gleichgewicht befindet, dann befindet er sich bezüglich jedes Punktes auch im Momentengleichgewicht. Eine Kräftegruppe, bei der sich sämtliche Kräfte im mechanischen Gleichgewicht befinden, wird als Gleichgewichtsgruppe bezeichnet. Wenn Verwechslung mit anderen Gleichgewichten ausgeschlossen ist, wird das mechanische Gleichgewicht kurz als Gleichgewicht bezeichnet, als Abgrenzung zum dynamischen Gleichgewicht auch als statisches Gleichgewicht.
Für ein mechanisches Gleichgewicht müssen folgende Bedingungen erfüllt sein (Gleichgewichtsbedingungen):
1. {\displaystyle \sum {\vec {F}}_{i}={\vec {0}}} – Die Summe aller Kräfte muss gleich null sein (Kräftegleichgewicht)
2. {\displaystyle \sum {\vec {M}}_{i}={\vec {0}}} – Die Summe aller Momente um jeden (einen) beliebigen Punkt muss gleich null sein (Momentengleichgewicht).

In der Summe der Kräfte sind enthalten:
- eingeprägte Kräfte, d. h. Kräfte mit bestimmten physikalischen Ursachen, wie die Gewichtskraft oder die Reibungskraft
- Zwangskräfte, d. h. Kräfte mit bestimmten kinematischen Bindungen, z. B. infolge von Pendelstäben, und Lagerkräfte, die das Herunterfallen oder sonstige Bewegungen eines Körpers verhindern.

In Komponenten-Schreibweise bilden die Gleichgewichtsbedingungen ein lineares, homogenes Gleichungssystem von drei Gleichungen bei ebenen und sechs Gleichungen bei räumlichen Problemen:
{\displaystyle \sum {F_{x},i=0},\;\sum {F_{y},i=0},\;\sum {F_{z},i=0}}
{\displaystyle \sum {M_{x},i=0},\;\sum {M_{y},i=0},\;\sum {M_{z},i=0}}

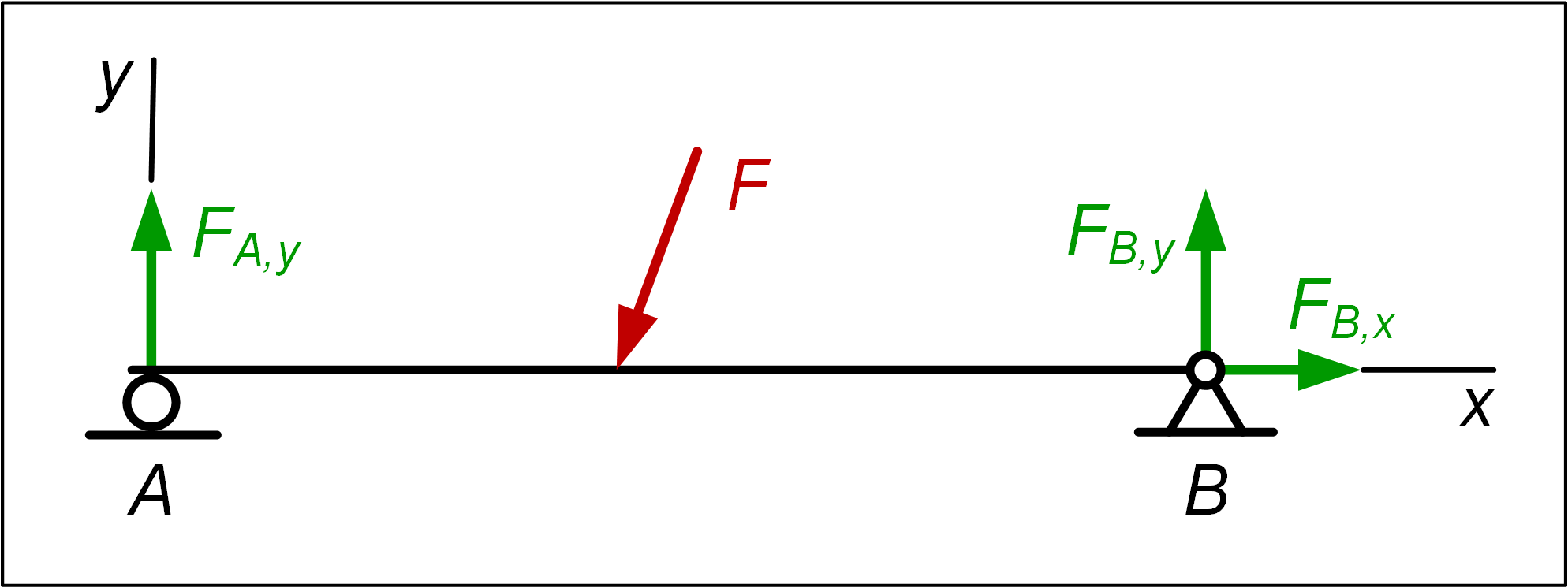
Gleichgewicht am statisch bestimmt gelagerten Biegeträger

Die eindeutige Lösbarkeit des Gleichungssystems verlangt als notwendige und hinreichende Bedingung, dass die Koeffizientenmatrix der unbekannten Kräfte und Momente quadratisch ist, und dass ihre Determinante ungleich Null ist.  In diesem Fall ist das Problem statisch bestimmt. Bei mehr Unbekannten als Gleichungen, ist das Problem statisch unbestimmt, bei weniger Unbekannten statisch überbestimmt. Für die Lösung der Gleichgewichtsaufgabe an starren Körpern gibt es auch graphische Methoden.
Bei einem starren Körper, also einem Körper, der sich nicht verformen kann, ist es ausreichend, die äußeren Kräfte zu betrachten, da sich sämtliche inneren Kräfte immer im Gleichgewicht befinden; bei deformierbaren Körpern müssen diese jedoch berücksichtigt werden.
Das Kräfte- und das Momentengleichgewicht kann unabhängig vom anderen gegeben sein: wenn sich die Kräfte, die auf einen Körper wirken, im Kräftegleichgewicht befinden, bedeutet dies nicht, dass sie sich auch im Momentengleichgewicht befinden.
Das Momentengleichgewicht muss zwar für jeden beliebigen Punkt erfüllt sein, wenn aber bereits bekannt ist, dass sich ein Körper sowohl im Kräftegleichgewicht befindet als auch im Momentengleichgewicht bezüglich irgendeines Punktes, dann befindet er sich bezüglich jedes anderen Punktes auch im Momentengleichgewicht und somit insgesamt im Gleichgewicht.

## Bei deformierbaren Körpern
Das mechanische Gleichgewicht deformierbarer Körper entspricht den Gleichgewichtsbedingungen für Starrkörper, sofern die Kräfte am unverformten System angreifen (Theorie I. Ordnung): Dies ist der Standardfall für baustatische Untersuchungen.
Wird das Kräftegleichgewicht dagegen am verformten System angesetzt, so spricht man in der Baustatik von Theorie II. Ordnung, mit der in erster Linie schlanke Tragwerke berechnet werden.

## Bei Fluiden
Wenn nicht nur einzelne Massen betrachtet werden, sondern ein System aus vielen Massenpunkten, etwa ein Gas, so kann dieses makroskopische Kräfte in Form von Druck auf einen anderen Körper ausüben. Damit ein mechanisches Gleichgewicht innerhalb eines solchen Drucksystems herrscht, müssen sich diese Kräfte überall ausgleichen, sodass kein makroskopisches Teilsystem Arbeit an einem anderen Teilsystem verrichtet. Wie auch in der Mechanik starrer Körper werden also nur makroskopische Kräfte betrachtet, nicht die mikroskopischen Wechselwirkungen einzelner Fluidteilchen.
Im einfachsten Fall, wenn die potentielle Energie eines Fluidteilchens im System überall gleich ist, befindet sich das System im mechanischen Gleichgewicht, wenn der Druck überall gleich ist.

## Beispiele und Bedeutung
Gleichgewichtssituationen kommen in vielen Bereichen von Physik und Technik vor:
- Sämtliche Gebäude befinden sich im Allgemeinen in einer guten Näherung im Gleichgewicht (von Schwingungen abgesehen).
- Mit den Gleichgewichtsbedingungen und mit Verformungsbedingungen ist es in der Technischen Mechanik meist möglich, die Kräfte zu berechnen, die im Inneren von Bauteilen wirken. Für statisch bestimmte Systeme sind alleine die Gleichgewichtsbedingungen dafür ausreichend, bei anderen werden noch weitere Bedingungen benötigt wie Verformungen und Werkstoffkennwerte.
- Auch sämtliche Körper, die sich mit konstanter Geschwindigkeit bewegen, befinden sich im statischen Gleichgewicht. Dies ist z. B. bei der Geradeausfahrt eines Autos der Fall (abgesehen von lokalen Effekten wie dynamischen Wirbeln oder Reifenabrieb), aber auch bei einem Fallschirmspringer, sobald seine Geschwindigkeit so hoch ist, dass die durch die Luftreibung hervorgerufene Reibungskraft mit der Gewichtskraft im Gleichgewicht steht (von beispielsweise Luftschichten abgesehen). Bei Heißluftballonen, U-Booten und Fischen, die sich auf einer konstanten Höhe oder Tiefe befinden, befindet sich die Gewichtskraft mit der ⚭Auftriebskraft weitestgehend im Gleichgewicht.